# Angerona intensa
Angerona intensa är en fjärilsart som beskrevs av Barend J. Lempke 1970. Angerona intensa ingår i släktet Angerona och familjen mätare. Inga underarter finns listade i Catalogue of Life.